# Dorsa Barlow
Dorsa Barlow – grupa grzbietów na powierzchni Księżyca  o średnicy około 120 km. Dorsa Barlow znajduje się na współrzędnych selenograficznych ☾ 15,0°N 31,0°E/15,000000 31,000000 na obszarze Mare Tranquillitatis w pobliżu granicy z Mare Serenitatis.
Nazwa grzbietu została nadana w 1976 roku przez Międzynarodową Unię Astronomiczną i pochodzi od Williama Barlowa (1845-1934), angielskiego geologa specjalizującego się w krystalografii.